# محطة شوا
محطة شوا (昭和基地 Shōwa Kichi), وأيضا ينطق شويوا, هي محطة يابانية تقع في 69°00′S 39°35′E / 69.000°S 39.583°E في جزيرة أنغول الشرقية في أنتاركتيكا. بنيت المحطة في 1957. سميت المحطة على اسم فترة شووا التي بنيت فيها.

## وضلات خارجية
- محطة شوا